# Кашкаров, Юрий Фёдорович
Юрий Фёдорович Кашкаро́в (4 декабря 1963, Ханты-Мансийск, Ханты-Мансийский автономный округ, Тюменская область, РСФСР, СССР) — советский биатлонист, олимпийский чемпион 1984 года в эстафете 4х7,5 км (с Д. Васильевым, А. Шалной и С. Булыгиным), многократный чемпион мира в эстафете 4х7,5км (1983, 1985, 1986), в индивидуальной гонке на 20 км (1985) и в командной гонке на 10 км (1989). Чемпион СССР 1986 в гонке на 20 км, 1987 в гонке на 10 км и в гонке патрулей на 25 км.
Заслуженный мастер спорта СССР (1984).

## Биография
По происхождению чуваш. В семье был младшим из 4-х братьев. На лыжах с дошкольного возраста. С 4-го класса — в спортивной школе, где его первым тренером стал Николай Бондарев. В 7-м классе, после успеха на областных соревнованиях по лыжам его заметил Павел Береснев, тренер Свердловского спортинтерната и пригласил к себе.
В Свердловске начал заниматься биатлоном. Выступал за «Динамо» (Свердловск). С начала 80-х — в составе молодежной сборной по биатлону. В 1983 — 1-й успех на взрослых соревнованиях — золото в эстафете.
На играх в Сараево вся команда неудачно выступила в индивидуальных гонках. Завершающим стартом была эстафета. 1-й этап бежал Дмитрий Васильев. Он оторвался от преследователей на минуту и семь секунд. Юрий Кашкаров бежал 2-й этап и в целом пробежал успешно, по-прежнему занимая лидирующую позицию. Альгимантас Шална по пути к 1-му огневому рубежу сумел увеличить гандикап до 40 секунд, а после стрельбы лежа ушёл с отрывом от команды ГДР в 47 секунд. Однако в стрельбе стоя он сделал 2 промаха. На заключительный этап отправился Булыгин, имея отставание в 18 секунд от немца Франка Ульриха. До первого огневого рубежа он настиг немца. На обоих рубежах стрелял чисто и уходил на финиш, имею преимущество в 17 секунд. Однако ближе к финишу он увидел, что соперники близко, но из последних сил добрался первым.
На Олимпиаде в Калгари 1988 бежал индивидуальную гонку на 20 км, занял 5-е место.
В 1992-93 выступал за сборную Белоруссии на международных соревнованиях.
По окончании спортивной карьеры некоторое время работал в АО «Ханты-Мансийск — Интерспорт». Позже переехал в Москву, тренировал мужскую сборную по биатлону (1998—2000), работал главным тренером всероссийского общества «Динамо». На 2010 год — главный тренер сборной Московской области по биатлону.
Почетный гражданин Ханты-Мансийска (1992).
Окончил Свердловское пожарно-техническое училище, Свердловское училище олимпийского резерва и Свердловский филиал юридической академии МВД.
Награждён орденом «Знак Почёта» (1984). Подполковник МВД.

## Интересные факты
Первым в истории биатлона разменял час в классической индивидуальной гонке на 20 км — на ЧМ 1985.